# Ключи (Балахтинский район)
Ключи — деревня в Балахтинском районе Красноярского края России. Входит в состав Тюльковского сельсовета.

## География
Деревня расположена в 31 км к западу от районного центра Балахта.

## Население
| 1989 | 2002 | 2010 |
| ---- | ---- | ---- |
| 212  | ↗292 | ↘252 |

Гендерный состав
По данным Всероссийской переписи населения 2010 года 126 мужчин и 126 женщин из 252 чел.